# Coll de Panissars
El Coll de Panissars és un coll de la Serra de l'Albera, a 325 m alt, que comunica les comarques del Vallespir i l'Alt Empordà, concretament els termes municipals del Pertús i de la Jonquera. Està situat a ponent i immediatament sota el turó on s'alça el Castell de Bellaguarda. Per aquest coll passava, des de l'Antiguitat, el camí de Barcelona a Perpinyà, que posteriorment fou desplaçat al Coll del Pertús.

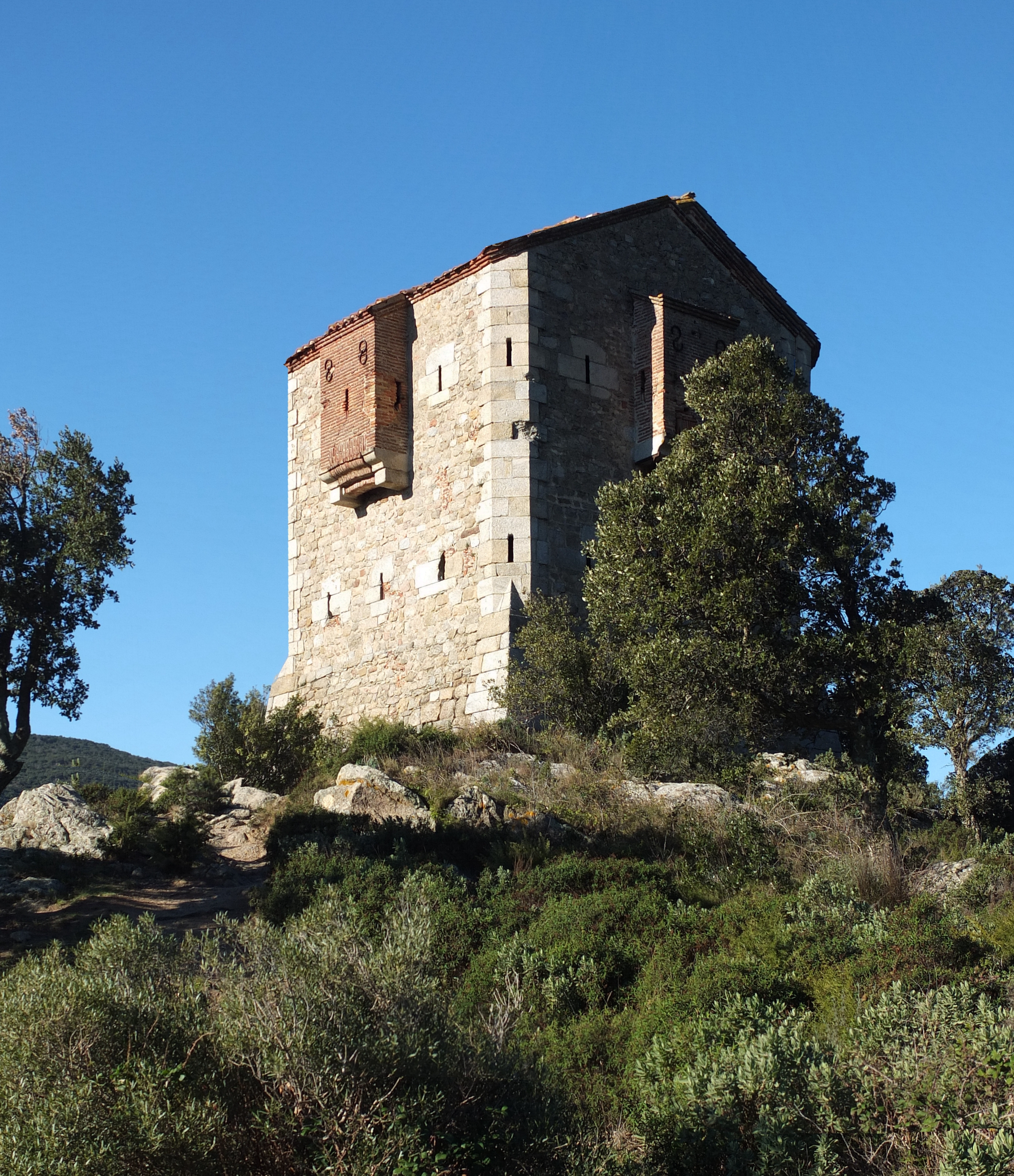
El Fortí de Panissars.

Al coll de Panissars hi ha les ruïnes d'un monestir-hospital benedictí medieval, el priorat de Santa Maria de Panissars, construït sobre una gran edificació romana, recentment descoberta i identificada amb la Mansio Summum Pyrenaeum (situada en el punt de trobada entre la Via Domitia i la Via Augusta), i sobre els anomenats Trofeus de Pompeu, que Pompeu el Gran hi erigí per commemorar la seva victòria sobre Quint Sertori. També hi ha l'antiga torre dels burots i un cementiri militar francès d'època moderna.
Aquest coll és cèlebre per la batalla del coll de Panissars que hi va tenir lloc els dies 30 de setembre i 1 d'octubre del 1285, durant la Croada contra la Corona d'Aragó, relatada per Bernat Desclot a la seva crònica, en la qual l'exèrcit de Pere el Gran destruí el de Felip III de França.
Durant la Guerra de Jaume IV de Mallorca, les defenses contra l'invasor foren organitzades per Berenguer Galceran de Pinós, al qual es van unir Andreu I d'Illa i Canet i Felip Dalmau I de Rocabertí.
En el coll hi ha la fita transfronterera número 567, molt grossa, feta d'obra: es tracta d'una piràmide erigida el 1764, recentment restaurada. És una de les fites originals de després del Tractat dels Pirineus. A poc més de 500 metres cap a l'est, en el vessant sud-oriental del Fort de Bellaguarda, a 40 metres del reducte, hi ha la número 568, de la mateixa sèrie que l'anterior. Una mica més enllà hi ha encara la 569, ran del mur del cementiri de Bellaguarda, a 100 metres justos de l'anterior. Uns 200 metres més al nord-est, a prop del fortí avançat de Bellaguarda, al sud-est del camí cobert, hi ha la 570. Cent metres més enllà hi ha encara la 571. Encara, abans d'arribar al poble del Pertús es troben les fites 572 i 573, també en forma de piràmide, com totes les anteriors.